# Bigelow (Misuri)
Bigelow es una villa ubicada en el condado de Holt en el estado estadounidense de Misuri. En el Censo de 2010 tenía una población de 27 habitantes y una densidad poblacional de 117,13 personas por km².

## Geografía
Bigelow se encuentra ubicada en las coordenadas 40°6′36″N 95°17′22″O / 40.11000, -95.28944. Según la Oficina del Censo de los Estados Unidos, Bigelow tiene una superficie total de 0.23 km², de la cual 0.23 km² corresponden a tierra firme y (0%) 0 km² es agua.

## Demografía
Según el censo de 2010, había 27 personas residiendo en Bigelow. La densidad de población era de 117,13 hab./km². De los 27 habitantes, Bigelow estaba compuesto por el 100% blancos, el 0% eran afroamericanos, el 0% eran amerindios, el 0% eran asiáticos, el 0% eran isleños del Pacífico, el 0% eran de otras razas y el 0% pertenecían a dos o más razas. Del total de la población el 0% eran hispanos o latinos de cualquier raza.